# Ulisseia ou Lisboa Edificada
Ulisseia ou Lisboa Edificada é uma obra de poesia épica em oitava rima escrita por Gabriel Pereira de Castro, publicada postumamente em 1636 (quatro anos após o falecimento do autor), que narra a fundação mítica de Lisboa pelo herói grego Ulisses. Pode ser considerada um reaproveitamento da Odisseia de Homero, pois narra uma versão alternativa das viagens de Odisseu.

## Poema
Existe na Biblioteca Nacional de Portugal um exemplar da primeira edição de 1636, e ainda (assevera Inocêncio Francisco da Silva) o próprio manuscripto autógrafo do autor.
Primeira estrofe da Ulisseia:
"As armas e o varão que os mal seguros
Campos cortou do Egeu e do oceano,
Que por perigos e trabalhos duros
Eternizou seu nome soberano:
A grão Lisboa e seus primeiros muros
(De Europa e largo império lusitano
Alta cabeça), se eu pudesse tanto,
À pátria, ao mundo, à eternidade canto."

## Composição
Segundo Camilo Castelo Branco, a formação do poema Ulisseia "é trabalho da mocidade de Gabriel Pereira de Castro, desde estudante em Coimbra, logo depois de 1600".
Já segundo José Maria da Costa e Silva, a Ulisseia foi "obra de longos anos de trabalho", deixada por Pereira de Castro "com expressa declaração de que só seria publicada quando uma junta de entendedores declarasse que era superior aos Lusíadas de Luís de Camões".

## Críticas
Manuel de Faria e Sousa criticou a Ulisseia de Gabriel Pereira de Castro, apontando-lhe erros de gramática (que, afirma o crítico, começam logo na primeira estrofe: "se eu pudesse tanto, / À pátria, ao mundo, à eternidade canto").
Francisco José Freire, no seu Dicionário Poético, afirma que Gabriel Pereira de Castro imita Luís de Camões "não só em palavras, mas em expressões, em ideias, e em conceitos" e que "quase que não dá passo, senão pelos vestigios" de Camões.
Juízo sobre a Ulisseia por Inocêncio Francisco da Silva:
«A opinião mais seguida dos nossos críticos assigna-lhe entre os épicos portugueses o lugar imediato a Camões. Tal é o voto do P. Francisco José Freire, e de outros. Contudo alguns, como José Agostinho, Ribeiro dos Santos, e Manuel de Galhegos, chegaram a colocar a Ulysséa em primeiro lugar, julgando-a superior aos Lusíadas! José Maria da Costa e Silva é de voto que após os Lusíadas deve dar-se a preferência à Malaca Conquistada, ficando a Ulysséa abaixo desta, e por consequência em segundo lugar a respeito daqueles.
Não é este o competente para discutir e apreciar os fundamentos com que cada um dos referidos trata de justificar a sua opinião. Para conciliar entre si estes diversos pareceres, cumprirá que primeiro vejamos o que é, e o que por si pode valer Gabriel Pereira. Ninguém melhor que ele soube observar com todo o rigor os preceitos da epopeia: a sua fábula é na verdade épica, e seria perfeita, se não apresentasse o herói ocioso por tão largo tempo no palácio de Circe. Os caracteres da Ulysséa são vigorosamente desenhados; a acção é progressiva; o maravilhoso é brilhante, e perfeitamente acomodado; não lhe faltam paixões vivas, episódios bem ligados, versificação harmoniosa e variada, descrições pitorescas; riqueza de comparações, quasi sempre frisantes, e bem adequadas, etc, etc. Mas, por fim, carece absolutamente de originalidade. A erudição o levou a querer introduzir no seu poema tudo o que disseram Homero, Virgílio, Estácio, Ovídio, Ariosto, Tasso, Camões, e Gongora, de modo que a melhor parte compõe-se de materiais emprestados, e apenas de longe em longe aparece cousa, que possa julgar-se produção da sua lavra. Quanto à linguagem e estilo, também não podemos tomá-lo por modelo de pureza e correcção. O P. Francisco José Freire nas Reflexões sobre a Língua Portuguesa, parte 3.ª, faz uma anatomia crítica à Ulysséa, na qual mostra copiosos e notáveis exemplos de "redundâncias, impropriedade e má escolha de epítetos, erros de concordância e de regência gramatical", e outros muitos defeitos, que podem e devem achar indulgência; mas que, juntos ao mais que fica observado, rebaixam até certo ponto o mérito do poeta, descendo-o da altura sublime a que cegos admiradores pretenderam elevá-lo.»